# Principe di Carignano (1863)
Panserskibet Principe di Carignano lagde navn til den anden serie af panserskibe i den nye italienske marine, der blev skabt, da Italien blev samlet i 1861. Skibet blev bestilt allerede i januar 1861 som søsterskib til kongeriget Sardiniens fregat Principe Umberto. Mens det var under bygning, blev designet ændret, så det i stedet blev søsat som et panserskib. Navnet henviser til fyrsterne af Carignano, der var en gren af kongehuset i Sardinien-Piemonte.

## Tjeneste
Principe di Carignano deltog lige som de øvrige italienske panserskibe i slaget ved Lissa i juli 1866. Skibet ledede den forreste 2. division af den italienske flåde. Da admiral Persano – uden at signalere – valgte at skifte flagskib, kom 2. division langt foran de øvrige italienske skibe, og fik ingen indflydelse på slaget. Efter krigen blev det omarmeret omkring 1870, men udgik allerede i 1875.

## Note
1. ↑  Lybeck, s. 162